# Generisch (Linguistik)
Als generisch werden in der Sprachwissenschaft mehrere verschiedene, lose miteinander verwandte Gebrauchsarten von Ausdrücken bezeichnet, bei denen eine verallgemeinernde Bedeutung vorliegt. Zum einen sind dies generische Aussagen, die verallgemeinerte Sachverhalte oder Regelmäßigkeiten ausdrücken, dabei jedoch auch Ausnahmen zulassen (siehe auch Linguistische Generizität). Zum anderen wird eine Verwendung von Tempus-, Personen- oder Genusformen „generisch“ genannt, wenn der inhaltliche Bezug (Signifikat) allgemeiner ist, als es den grammatischen Merkmalen entspräche.

## Generische Aussagen

### Generisches Präsens
In vielen Sprachen gibt es einen Gebrauch des Präsens, der nicht spezifische Situationen bezeichnen soll, die im Jetzt ablaufen, sondern zeitlose und verallgemeinernde Aussagen. Hier ist es die temporale Situierung, die generisch ist. Ein typischer Fall ist die Bezeichnung einer regelmäßig wiederkehrenden Handlung: sie treffen sich wöchentlich. Weil das generische Präsens sich auf eine prinzipiell nicht eingeschränkte Menge möglicher Gegenwarten bezieht, betrifft es jedoch einen erheblichen Teil aller im Präsens formulierten Sätze. Beispielsweise wird es in (wissenschaftlichen) Fachtexten verwendet, um allgemein gültige Gesetzmäßigkeiten und natürliche Gegebenheiten festzustellen. Das generische Präsens wird teilweise so analysiert, dass es atemporal ist, also gar keine Tempus-Bedeutung hat, sondern eine zeitlose Aussage macht, teils wird es als ein echtes Präsenstempus aufgefasst, bei dem nur die Gegenwart als unbegrenzt groß gedacht ist.

### Passiv in generischen Aussagen
Die grammatische Kategorie des Passivs spielt mit der Formulierung allgemeingültiger Aussagen häufig auf eine charakteristische Weise zusammen. Das Passiv kann die generische Deutung eines Satzes unterstützen, weil es die Weglassung eines konkreten Täters (Agens) ermöglicht:
- Im Salzbergwerk Bad Friedrichshall wird Steinsalz abgebaut.
- Mit dieser Maschine wird auch nach Mexiko geflogen.

Beide Sätze erlauben im Prinzip Interpretationen, in denen ein einzelner Vorgang mit spezifischen Akteuren geschildert wird, oder Interpretationen als verallgemeinernde Aussagen. Bei generischen Aussagen ist das Passiv aber oft eindeutiger als eine Aussage im Aktiv mit „man …“. Generell kann im Passiv der Urheber der Handlung auch noch mit Präpositionen wie „von …“ als zusätzliche Angabe eingeführt werden. In generischen Aussagen, in denen als Agens beliebige Personen auftreten würden, unterbleibt jedoch so ein Zusatz.

### Pronomina in generischen Aussagen
In einer verallgemeinernden Aussage können Pronomen (Fürwörter) beliebige Individuen bezeichnen. Auf diese Bedeutung sind einige Pronomen spezialisiert, aber es gibt auch Fälle, in denen Personalpronomen mit einem verallgemeinernden Bezug verwendet werden, obwohl sie normalerweise spezifische Personen bezeichnen würden.

#### 2. Person
Häufig wird das Wort du verallgemeinernd verwendet, also ohne konkrete Anredefunktion, besonders dann, wenn es sich um übergreifende Lebensregeln oder um alltägliche Wissensbestände handelt, die zu keinem spezifischen Wissensbereich gehören: Im Urlaub lernst du Leute kennen. Nach Harald Weinrich hat das generische du die Wirkung, den Gesprächspartner mehr in die Situation einzubeziehen als beim Gebrauch von man.

#### 3. Person und das Pronomen „man“
Bei generischen Aussagen in der 3. Person geht es in erster Linie um Aussagen über eine Gruppe, die als kontextuell gegeben erscheint, aber vage umrissen ist – genauso vage, wie die Verallgemeinerung in der Aussage selbst es ist.
Das Generalpronomen man, das mit einer Verbform der 3. Person verbunden wird, hat Verwendungen, die in diese Kategorie der generischen Aussage fallen: Es hat eine generische Bedeutung, wenn Menschen im Allgemeinen oder „alle Menschen“ gemeint sind: Man kennt das (= „es ist allgemein bekannt“). Ein Kennzeichen dieser Verwendung ist, dass sie den Sprecher einschließt; manchmal kann dies sogar hauptsächlich gemeint sein: Man gönnt sich ja sonst nichts (gemeint: „ich gönne mir das jetzt“). – Dies ist also ein anderer Fall als die Pronomen, die „generisch“ im Sinne von „geschlechtsunspezifisch“ sind, siehe weiter unten.
Das Pronomen „man“ wird im Gegensatz zum generischen Gebrauch aber auch für spezifische, unbekannte Leute gebraucht, also im Sinne von „irgendjemand, irgendwelche Leute“: Man hat letzte Woche bei uns eingebrochen. Hier ist dementsprechend auch nur von einer einzelnen Situation die Rede, nicht von einer Verallgemeinerung, und der Sprecher ist nicht einbezogen.
Während man in dieser Weise doppeldeutig ist, sind die Dativ- und Akkusativ-Ersatzformen einem / einen nur in der ersteren, generischen Weise interpretierbar: Das macht einen auf die Dauer krank = „Man wird davon krank“ (= nicht nur einmal, nicht nur eine spezifische Person). In ähnlicher Weise ist das englische one auf generische Aussagen beschränkt.

#### Logische Analyse
In der Linguistik erklärt man generische Pronomina in verallgemeinernden Aussagen als Fälle, wo Pronomina im Skopus eines Generischen Quantors stehen. Es handelt sich dann also um das Phänomen eines gebundenen Pronomens. Diese generischen Aussagen stehen dann auch oft im Präsens, aber ihre Allgemeingültigkeit ist nicht einfach nur der Effekt eines generischen Präsens, sondern ist eben ein Fall von Quantifikation über Situationen.

## Generischer Bezug von Genusformen
Während mit „generischen Aussagen“ gemeint ist, dass sie nicht-episodisch, also allgemeingültige Sätze sind, ist mit „generisch“ im Zusammenhang mit Genus-Formen gemeint, dass der Bezug weniger spezifisch ist als es die scheinbare wörtliche Interpretation der Form ergäbe. Hier wird also zwischen geschlechtsspezifischem und generischem Gebrauch unterschieden, je nachdem, ob von Personen nur eines natürlichen Geschlechts die Rede ist oder keine Aussage über die Geschlechtszugehörigkeit gemacht wird. Diese beiden Bedeutungen von „generisch“ können beim selben Ausdruck auseinandergehen, wenn auf beliebige Personen nur eines Geschlechts oder auf bestimmte Personen ungenannten Geschlechts Bezug genommen wird.

### Generisches Maskulinum
Unter der Bezeichnung „generisches Maskulinum“ werden eine Vielzahl von Sprachgebräuchen zusammengefasst, deren Gemeinsamkeit darin besteht, dass eine grammatisch männliche Wortform (Maskulinum) verwendet wird, um Referenten zu bezeichnen, die eventuell mit einem anderen grammatischen Geschlecht (Genus) oder einem anderen natürlichen Geschlecht (Sexus) verbunden sind. Im Deutschen umfasst dies einige Fürwörter, viele Personenbezeichnungen sowie biosystematische Klassennamen (Lebewesenarten). Ein bekanntes Beispiel für Personenbezeichnungen:
- Fragen Sie Ihren Arzt oder Apotheker – hier bezeichnen grammatisch männliche Wortformen Personen unabhängig vom Geschlecht. Von diesen Wortformen können auch weibliche abgeleitet werden, die ausschließlich Frauen bezeichnen.

Außerdem gibt es einige Personenbezeichnungen, die grammatisch männlich sind, von denen keine weiblichen Wortformen abgeleitet werden können oder Ableitungen unüblich sind:
- „Jeder Gast, der kommt, soll sich wohlfühlen“ – hier geschlechtsindifferent verwendet, weil die weibliche Wortform „Gästin“ heute unüblich ist (aber bereits ab 1854 erwähnt in Deutsches Wörterbuch).[9][10] Wer bei einem Gast nach Geschlecht unterscheiden will, muss standardmäßig sagen: männlicher, weiblicher oder diversgeschlechtlicher Gast.
- „Wer das machen kann, der soll es tun“ – referenziert alle Personen, unabhängig von ihrem Geschlecht.
- „Jemand, der es kann, soll es tun“ – auch dieses Indefinitpronomen abstrahiert von Geschlechtlichkeit.

### Generisches Femininum
„Generisches Femininum“ bezeichnet das (eher programmatische bzw. hypothetische) Konzept eines Sprachgebrauchs, bei dem eine grammatisch feminine Personenbezeichnung in einem geschlechterübergreifenden Sinn dient, obwohl es für Männer eine entsprechende maskuline Bezeichnungsform gibt. Diese generische Verwendung einer Femininform ließe die männliche Bezeichnung unberücksichtigt, um auf Personen aller biologischen oder sozialen Geschlechter (Gender) zu referieren. Beispielsweise würde alle Lehrerinnen sämtliche Lehrkräfte meinen, also auch Lehrer. Hierbei würde die feminine Wortform neben ihrer inhaltlichen Bedeutung als Bezeichnung für Frauen mit einer zweiten Bedeutungsebene versehen, die geschlechtsabstrahierend gemeint wäre. In diesem Sinne würde das grammatische Geschlecht (Genus) der Bezeichnung vom „natürlichen“ Geschlecht (Sexus) der gemeinten Personen losgelöst (spiegelverkehrt zum generischen Maskulinum). Mit generischer Bedeutung können nur jene femininen Substantive aufgeladen werden, die eine eigene Wortform für Männer haben (paarige Personenbezeichnungen: Lehrerin/Lehrer, Kollegin/Kollege, Ärztin/Arzt, Kauffrau/Kaufmann). Auch Pronomen werden entsprechend gewählt: Jede ist ihres Glückes Schmiedin.
Ein Sprachgebrauch, bei dem systematisch die weibliche Wortform in verallgemeinernder Art geschlechterübergreifend gemeint ist, existiert in der deutschen Standardsprache nicht. Das heißt, die folgenden Sätze sind zwar dem Wortlaut nach möglich, aber die beabsichtigte generische Lesart käme aus grammatischen Gründen nicht zustande (hierauf bezieht sich die Markierung mit Fragezeichen):
- ??(gen.) Jeder Mann, jede Frau und jedes Kind ist eingeladen; jede, die möchte, kann ihre Freundinnen mitbringen.
- ??(gen.) Fragen Sie Ihre Ärztin oder Apothekerin.
- ??(gen.) Ist eine Ärztin an Bord?

Die feministische Sprachwissenschaftlerin Luise F. Pusch – Pionierin der geschlechtergerechten Sprache – spricht sich seit 1984 allerdings für die alleinige Verwendung des generischen Femininums bei Personenbezeichnungen aus. Ab 1994 wurden verschiedentlich Schreibweisen mit generischen Femininformen ausprobiert, bekannt wurden die Universitäten Leipzig und Potsdam 2013 (siehe Anwendungsbeispiele des generischen Femininums).
Generische Femina unterscheiden sich von geschlechtsneutralen Bezeichnungen, die „inhärent generisch“ sind, wie die Person, die Lehrkraft, die Geisel, die Wache, die Waise. Sie beziehen sich inhaltlich (semantisch) gar nicht auf geschlechtliche Aspekte und haben eine Sexus-indifferente Bedeutung. Zusätzlich gibt es feminine Tierbezeichnungen, die generisch für beide Geschlechter verwendet werden: eine Maus kann ein weibliches Individuum meinen (Maus) oder ein männliches (Mäuserich).
Kritik am generischen Femininum
Die Verwendung von generischen Femininformen zur Bezeichnung von Personen beliebigen oder unbekannten Geschlechts wurde vielfach kritisiert. Zusammenfassend bekundete die Gesellschaft für deutsche Sprache (GfdS) im August 2020 in ihren Leitlinien zu den Möglichkeiten des Genderings ihre Ablehnung des generischen Femininums: „Diese Lösung ist nicht geschlechtergerecht, denn hier wird das andere Geschlecht nicht explizit angesprochen, sondern ist nur ‚mitgemeint‘. Die Kritik, die am generischen Maskulinum geübt wird, trifft hier ebenfalls zu. Eine Gleichbehandlung, um die es bei geschlechtergerechter Sprache geht, ist beim generischen Femininum so wenig gewährleistet wie beim generischen Maskulinum.“

### Generisches Neutrum
Generische Neutra sind Wörter, die grammatisch sächlich sind (neutral), aber Referenten bezeichnen, die auch mit einem anderen Genus oder anderem natürlichen Geschlecht (sprachlich: Sexus) verbunden sein können. Im Deutschen gibt es nur wenige sächliche Personenbezeichnungen, die unabhängig vom Geschlecht der Person(en) verwendet werden können, wie zum Beispiel das Opfer.
 Pronomen
Nach den beiden Indefinitpronomen jemand und niemand kann ein Adjektiv im generischen Neutrum folgen (regional unterschiedlich häufig):
- Jemand Neues ist gekommen.
- Niemand anders ist gekommen.

Beide können aber auch mit dem generischen Maskulinum verwendet beziehungsweise fortgesetzt werden:
- Jemand Neuer ist gekommen.
- Niemand anders ist gekommen, der helfen könnte.

In Bezug auf weibliche Personen kann grammatisch feminin angeschlossen werden:
- Sie ist jemand, die helfen kann.
- Sie ist niemand, die ablehnen würde. Das kann niemand besser als sie.

 Inhärente Generizität
Im Unterschied zu den genannten Pronomen können übergeordnete neutrale Bezeichnungen für Menschen wie das Mitglied, das Kind, das Genie, das Individuum nicht generisch verallgemeinert werden, weil sie sich inhaltlich (semantisch) nicht auf geschlechtliche Aspekte beziehen (Sexus-indifferente Bedeutung); solche Oberbegriffe sind inhärent generisch. So kann ein Mitglied grundsätzlich beliebigen Geschlechts sein, unterschieden in männliches, weibliches oder diversgeschlechtliches Mitglied. Die Bezeichnung ein Kind hat keinen Bezug zum Geschlecht des Kindes, es muss zusätzlich angegeben werden, etwa weibliches Kind (oder kürzer: Mädchen). Von solchen übergeordneten Personenbezeichnungen können keine movierte Ableitungen mit der femininen Endung -in gebildet werden (vergleiche Wortbildung „Mitgliederin“ ab 2011).
 Verkleinerungen
Ebenfalls nicht generisch verwendet werden können Verkleinerungsformen von Personenbezeichnungen (Diminutive mit -chen oder -lein), weil sie inhaltlich immer mit dem konkreten Geschlecht der referierten Personen zusammenhängen:
- das Männlein, das Bübchen, das Hänschen – passt nur für männliche Personen
- das Weiblein, das Mädchen, das Gretchen – passt nur für weibliche Personen (oder im übertragenen Sinne abwertend für männliche: Du Mädchen!)
- das Mädchen hatte gewonnen, worüber sie sich freute – in neuerer Zeit wird sinnentsprechender Bezug genommen auf die weibliche Bedeutung;[16][17] ähnlich formulierte schon Theodor Fontane in Bezug auf das Fräulein: „Bitte, grüßen Sie das gnädige Fräulein, die so gut ist […]“ (Vor dem Sturm 1813)[18]
- das Weib(sbild), das Mannsbild – hat einen eindeutigen Bezug zum biologischen Geschlecht oder zum Gender der referierten Person
- das Männchen, das Weibchen – bezieht sich im biologischen Sinne auf männliche oder weibliche Individuen zweigeschlechtlicher Lebewesen
- das Herrchen, das Frauchen – vertrauliche Bezeichnung von Hundehalter oder Hundehalterin (Tierhalter/-in)

### Singulares „they“ im Englischen
In der englischen Sprache haben Substantive in der Regel kein grammatisches Geschlecht (Genus): the engineer steht für „Ingenieur/Ingenieurin“. Allerdings haben Personalpronomen (persönliche Fürwörter) ein solches und unterscheiden männlich, weiblich und sächlich (he, she, it); entsprechend müssen sie grammatisch übereinstimmen mit dem Vorhergehenden, auf das sie sich beziehen (etwa einem Nomen): his, hers, its („seines, ihres, seines“), im Plural: we…our, you…your, they…their („wir…unser, ihr…euer, sie…ihrer“).
Etwa ein Jahrhundert nach dem Aufkommen der Plural-Fürwörter findet sich ab dem 14. Jahrhundert auch die gelegentliche Verwendung des pluralen Fürworts they in der singularen Bedeutung für eine einzelne Person, als neutrale Alternative zu den geschlechtsbezogenen Fürwörtern he und she. Ursprünglich eine Mehrzahlform war auch das Wort you („du“): you are: („ihr seid“, aber auch: „du bist“).
Im Normalfall und soweit das Geschlecht einer Person unbezeichnet bleiben soll, kann für das Fürwort das generische Maskulinum verwendet werden:
- every engineer knows his formulas (jeder Ingenieur/jede Ingenieurin kennt seine/ihre Formeln)

Weil solche Formulierungen häufig der Absicht des Sprechers, das biologische Geschlecht unbestimmt zu lassen, entgegenwirken, hat sich in neuerer Zeit die Verwendung des generischen they durchgesetzt:
- every engineer knows their formulas

Die männliche oder weibliche Form wird in diesen Fällen fast nur noch verwendet, wenn spezifisch männliche oder weibliche Personen gemeint sind.
Auch zur (Selbst-)Beschreibung von Personen, die sich bezüglich ihrer Geschlechtsidentität weder als eindeutig und immer „männlich“ noch „weiblich“ definieren und geschlechtsneutral angesprochen werden wollen, hat sich ab Mitte der 2010er-Jahre die singulare Verwendung von they verbreitet (siehe Singulares „they“ für nichtbinäre Personen). Der einflussreiche US-Styleguide The Chicago Manual of Style erlaubt das singulare they in seiner 17. Auflage 2018 im mündlichen sowie im informellen schriftlichen Sprachgebrauch; für den förmlichen schriftlichen Gebrauch wird es nur in Bezug auf individuelle Personen erlaubt, die sich mit den geschlechtlichen Fürwörtern he („er“) oder she („sie“) nicht identifizieren. Das US-Wörterbuch Merriam-Webster’s Dictionary nimmt die nichtbinäre Bedeutung von they 2019 auf, auch das Oxford English Dictionary führt sie.